# ميغيل أنخيل فراغا
ميغيل أنخيل فراغا (بالإسبانية: Miguel Ángel Fraga) هو لاعب كرة قدم مكسيكي في مركز حراسة المرمى، ولد في 3 سبتمبر 1987 في موريليا في المكسيك. لعب مع طوروس نيزا ونادي أطلس ونادي تيخوانا.

## وصلات خارجية
- ميغيل أنخيل فراغا على موقع Soccerway.com (الإنجليزية)
- ميغيل أنخيل فراغا على موقع AS.com (الإسبانية)